# Click and Boat
Click and Boat (anche conosciuta come Click&Boat), è una società online di noleggio barche con sede a Parigi. 
La compagnia agisce da intermediario tra il proprietario/compagnia proprietaria dell’imbarcazione che viene data a noleggio, ed il cliente/turista interessato nella navigazione, secondo il modello dell’economia collaborativa.
L’impresa è stata creata nel 2013 dagli imprenditori francesi Edouard Gorioux y Jérémy Bismuth.
Ad agosto 2018, la piattaforma contava 22.000 barche dislocate tra Europa ed i maggiori porti del mondo, accessibili da più di 200.000 utenti registrati. La piattaforma online è attualmente disponibile in lingue differenti inglese (statunitense, britannico e internazionale), francese, italiano, tedesco, spagnolo, portoghese, greco, olandese, polacco, russo e svedese.

## Storia
I due co-fondatori Jérémy Bismuth y Edouard Gorioux, proveniente rispettivamente da Marsiglia e dalla regione Bretagna, hanno creato Click&Boat nel settembre 2013, lanciando il primo sito web a dicembre dello stesso anno.
Nell’aprile 2014, la start-up raccoglie 200.000 € da investitori privati, ed un mese dopo si unisce alla incubatrice dell’Università Dauphine di Parigi con cinque membri. 
A giugno 2014, la piattaforma conta online oltre 500 barche dislocate tra Francia ed Europa (barche a motore, a vela e houseboat). A dicembre 2014, un anno dopo il lancio del sito web, Click&Boat lancia la prima versione dell’applicazione mobile. La crescita registrata dalla compagnia tra luglio 2014 e luglio 2015 si aggira intorno al 1000%. A settembre 2015, i proprietari di imbarcazioni registrati su Click&Boat registrano un guadagno totale di 2 milioni di euro, mentre la start-up a dicembre dello stesso anno raccoglie 500.000 € di fondi atti all’ampliamento dei servizi. 
A novembre 2016 la compagnia acquisisce il concorrente francese Sailsharing, e con un aumento del 30% della flotta di barche si identifica leader nel settore del noleggio barche online in Francia. Lo stesso mese, poco prima della partecipazione al Salone Nautico Internazionale di Parigi, la startup annuncia un nuovo round di finanziamenti da 1 milione di euro, raccolto grazie al Fondo OLMA, atto ad accelerare lo sviluppo internazionale, portando la somma di capitale totale raccolto dal suo lancio a 1.7 milioni di euro. La compagnia lancia la versione italiana nel 2016.
A novembre 2017, Click&Boat annuncia l’apertura della piattaforma a compagnie di noleggio barche e yacht professionistiche, con un obiettivo di 30.000 barche registrate disponibili in 50 paesi del mondo. Due mesi dopo, a gennaio 2018, il velista francese Francois Gabart si unisce alla compagnia come azionista e ne diventa ambasciatore ufficiale. Lo sportivo ha inoltre inserito la sua barca tra quelle noleggiabili sulla piattaforma.
Nel giugno 2018, Click&Boat raccoglie fondi per 4 milioni di euro dai precedenti investitori, atti all’accelerazione e sviluppo dei mercati internazionali. Come rivelato anche alla CNN da Edouard Gorioux, i due fondatori hanno ambizioni globali: "Il nostro obiettivo è quello di diventare il leader internazionale del noleggio barche online, come Airbnb ha fatto per gli appartamenti. Meno del 10% della popolazione ha le competenze adeguate per navigare, pertanto il nostro obiettivo è dare la possibilità a tutti di scoprire i piaceri del mare nel modo più economico possibile”.
A marzo 2019, la compagnia dichiara l’apertura di una sede operativa a Marsiglia, contado 50 nuovi membri del team, ed acquisisce il competitor francese Océans Evasion e la verticale Océans Voyages.
Il 2020 rappresenta un anno storico per la compagnia Click & Boat, grazie alle acquisizioni dei competitor Scansail (tedesco) e Nautal (spagnolo), quest'ultimo seconda compagnia a livello europeo. 
Nel 2021, il fondo britannico Permira e la statunitense Boats Group investono in Click&Boat. 

## Modello di business
Click & Boat mette in contatto i proprietari/compagnie proprietarie delle imbarcazioni con gli entusiasti della navigazione che sono alla ricerca di barche da noleggiare. La funzione di intermediario consente ai proprietari, di ammortizzare i costi di manutenzione e ormeggio in porto delle barche, e, ai noleggiatori, di affittare barche a prezzi fino a tre volte più convenienti rispetto ad una normale compagnia.
Il modello di business della compagnia si basa su due principi fondamentali: il consumo collaborativo anche noto come sharing economy, e l’aumento del turismo online attraverso l’utilizzo di siti web di viaggio. Il sito web Nautica Report lo definisce nel 2019 “l’Airbnb delle barche”.

## Funzionamento
I proprietari delle barche, previa iscrizione al sito web, possono creare annunci per pubblicizzare le imbarcazioni, indicando prezzi, periodi di disponibilità e dettagli della barca stessa. Ogni annuncio può essere corredato di foto e descrizione. Proprietario e noleggiatore possono comunicare in via diretta attraverso il sistema di messaggeria della piattaforma. Dopo aver ricevuto una richiesta di prenotazione, il proprietario può scegliere di proporre un’offerta personalizzata al cliente.
Il sito web differenzia per filtro i diversi tipi di imbarcazioni: barche a vela, barche a motore, gommoni, catamarani e yacht (da luglio 2019). I proprietari possono decidere se viaggiare con i noleggiatori in veste di capitano della barca, oppure se affidare l’imbarcazione alla guida di skipper professionisti. L’assicurazione giornaliera che copre i rischi è fornita attraverso una partnership con la compagnia assicurativa Allianz. Il costo del servizio di Click & Boat corrisponde ad una percentuale del 18% sulle prenotazioni, secondo il modello di business di molte altre piattaforme basate sull’economia collaborativa.

## Premi e riconoscimenti
Nel 2016, la startup è stata inclusa nel ranking FW500 di Frenchweb, tra le 500 imprese digitali più importanti. Il periodico francese L'Express ha classificato Click & Boat tra le 200 maggiori imprese dello stesso anno. Nel 2019, la compagnia ha ricevuto in Francia il premio “Grand Prix des entreprises de croissance” nella categoria Svago e Turismo, grazie alla continua crescita.